# دورثى بروفين
دورثى بروفين (بالإنجليزية: Dorothy Provine)‏ هي مغنية وموسيقية وممثلة أمريكية، ولدت في 20 يناير 1935 في الولايات المتحدة، وتوفيت بنفس المكان في 25 أبريل 2010 بسبب نفاخ رئوي.

## أعمال

### أفلام
- (1963) إنه عالم مجنون مجنون مجنون مجنون[6]
- (1965) السباق العظيم

## وصلات خارجية
- دورثى بروفين على موقع IMDb (الإنجليزية)
- دورثى بروفين على موقع ألو سيني (الفرنسية)
- دورثى بروفين على موقع ميوزك برينز (الإنجليزية)
- دورثى بروفين على موقع تيرنر كلاسيك موفيز (الإنجليزية)
- دورثى بروفين على موقع أول موفي (الإنجليزية)
- دورثى بروفين على موقع قاعدة بيانات الأفلام السويدية (السويدية)
- دورثى بروفين على موقع إن إن دي بي (الإنجليزية)
- دورثى بروفين على موقع ديسكوغز (الإنجليزية)
- دورثى بروفين على موقع قاعدة بيانات الفيلم (الإنجليزية)
- دورثى بروفين على موقع كينوبويسك (الروسية)